# مک‌گرا-هیل ۴۴۳۲
سیارک ۴۴۳۲ (به انگلیسی: 4432 McGraw-Hill، نامگذاری:1981ER22) چهار هزار و چهارصد و سی و دومین سیارک کشف شده‌است که در ۲ مارس ۱۹۸۱ کشف شد.
قدر مطلق سیارک برابر ۱۴٫۹۰ است.